# Nicosia (Italië)
Nicosia is een gemeente in de Italiaanse provincie Enna (regio Sicilië) en telt ruim 14.000 inwoners (31-12-2013). De oppervlakte bedraagt 217 km², de bevolkingsdichtheid is 65 inwoners per km².

## Geografie
De gemeente ligt op ongeveer 724 m boven zeeniveau.

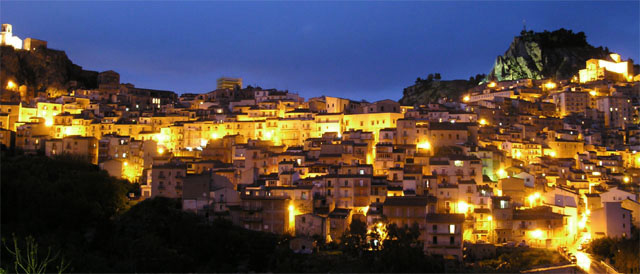
Nicosia

## Geboren in Nicosia
- Marcello Capra (1510 - jaren 1590), filosoof, lijfarts van don Juan van Oostenrijk
- Francesco Testa (1704-1773), jurist in beide rechten, bisschop van Syracuse, aartsbisschop van Monreale, grootinquisiteur
- Fabio Bartolo Rizzo, rapper

Agira · Aidone · Assoro · Barrafranca · Calascibetta · Catenanuova · Centuripe · Cerami · Enna · Gagliano Castelferrato · Leonforte · Nicosia · Nissoria · Piazza Armerina · Pietraperzia · Regalbuto · Sperlinga · Troina · Valguarnera Caropepe · Villarosa
1. ↑  https://demo.istat.it/?l=it.